# Mohamed Aboutrika
Mohamed Mohamed Mohamed Aboutrika (Guiza, 7 de noviembre de 1978) es un exfutbolista egipcio que jugaba como mediocampista ofensivo. Jugó la mayor parte de su carrera en el Al-Ahly, donde permaneció durante 9 temporadas, desde 2004 hasta su retiro en 2013.
Luego de ocurrida la Tragedia de Puerto Saíd, Aboutrika, junto con otros dos jugadores, anunció que se retiraría del fútbol profesional. No obstante, regresó a las canchas luego de ser llamado a la Selección de Egipto por el entrenador Bob Bradley, el 26 de marzo de 2012. Sin embargo, después de que su selección no lograra clasificar a la Copa Mundial de Fútbol de 2014, Aboutrika, anunció su retiro oficial, a través de Twitter, el 20 de diciembre de 2013.

## Trayectoria

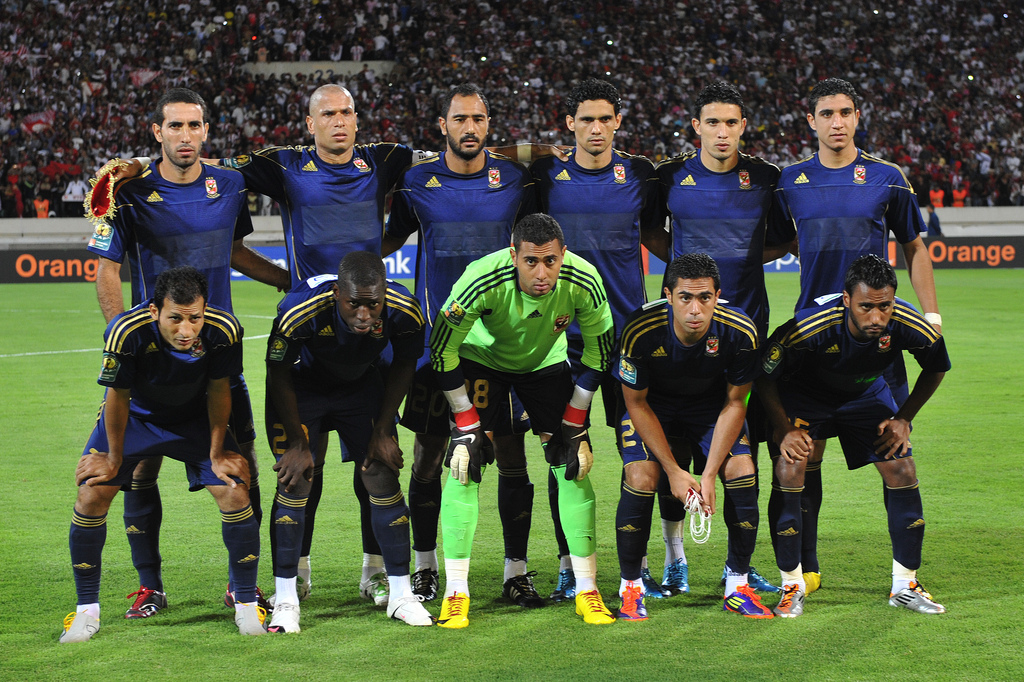
El equipo Al Ahly en 2011

Militaba en el Al-Ahly y era titular en la selección egipcia. Era un centrocampista cuyo estilo es siempre comparado en Egipto con Zinedine Zidane, siendo llamado «el Zidane egipcio». Es dos veces campeón de África con la selección de Egipto en 2006 y 2008, y también cinco veces campeón de África en la categoría de clubes con Al-Ahly en 2005, 2006, 2008, 2012 y 2013. Fue el goleador del Mundial de Clubes 2006, donde marcó 3 goles y ganó la medalla de bronce con Al-Ahly. Fue elegido por la cadena británica BBC como el mejor jugador africano de 2008.
Aboutrika no solo se encargaba de anotar goles, sino también en la creación de jugadas. Sus habilidades eran excelentes, ya que a menudo escogía el momento adecuado para disparar a portería. Fue apodado El asesino sonriente por los medios de comunicación extranjeros a causa de sus dos características principales: anotaba goles y sonreía. Él es conocido en Egipto por su personalidad y por ser un tipo de buen corazón. Su celebración después de anotar un gol era estar postrado sobre el campo y dar una alabanza a Alá.
En julio de 2012 fue incluido en la lista de 18 jugadores que representaron a Egipto en el Torneo de Fútbol Masculino de los Juegos Olímpicos de Londres 2012, como uno de los tres jugadores mayores de 23 años.

## Palmarés

### Club
- Liga Premier de Egipto (7): 2004-05, 2005-06, 2006-07, 2007-08, 2008-09, 2009-10, 2010-11
- Copa de Egipto (2): 2005-06, 2006-07
- Supercopa de Egipto (6): 2005, 2006, 2007, 2008, 2010, 2012
- Liga de Campeones de la CAF (5): 2005, 2006, 2008, 2012, 2013
- Supercopa de la CAF (4): 2006, 2007, 2009, 2013
- Copa de Clubes Campeones del Golfo (1): 2012-13
- Tercer lugar en la Copa Mundial de Clubes de la FIFA 2006

### Selección nacional
- Copa Africana de Naciones (2): 2006, 2008

### Individual
- 2.º lugar en la elección del Futbolista del año en África 2008.
- Nominado para la elección del Futbolista del año en África 2006.
- Ganador en el 2008 del Futbolista del año Africano por la BBC.[7]
- Nominado en el 2006 para el Futbolista del año Africano por la BBC.[8]
- Ganador en el 2008 como Mejor jugador de África en las competiciones de clubes.[9]
- Ganador en el 2006 como Mejor jugador de África en las competiciones de clubes.[9]
- El más popular entre los jugadores activos en el 2008 (IFFHS).[10]
- El más popular entre los jugadores activos en el 2007 (IFFHS).[11]
- Máximo anotador en la Copa Mundial de Clubes de la FIFA 2006 con 3 goles.
- Máximo anotador en la Liga de Campeones de la CAF 2006 con 8 goles.
- Máximo anotador en la Liga Premier de Egipto (2005-06) con 18 goles.
- Máximo anotador en la Copa de Egipto (2006-07) con 4 goles.
- El mejor jugador de Egipto (2004, 2005, 2006, 2007, 2008).
- El hombre del partido en la final de la Copa Africana de Naciones 2008 tras anotar el único gol que consagró a Egipto como campeón.

| Predecesores: Peter Crouch Amoroso Álvaro Saborío Mohammed Noor | Máximo goleador de la Copa Mundial de Clubes 2006 | Sucesor: Washington |